# Jorge Godoy (deportista)
Jorge Godoy (Arroyito, 7 de mayo de 1969) es un atleta argentino especializado en lanzamiento de disco, que ganó la medalla de oro en el Campeonato Mundial de Ciegos de 2003, la medalla de plata en los Juegos Paralímpicos de Sídney 2000 y la medalla de bronce en el Mundial de Atletismo de 2006. En los Juegos Parapanamericanos de 2007 Godoy obtuvo medalla de oro en lanzamiento de disco y medalla de bronce en lanzamiento de bala.
Por sus logros deportivos fue becado por el ENARD y reconocido en Argentina como Maestro del Deporte (Ley 25962).

## Síntesis biográfica
Jorge Godoy nació el 7 de mayo de 1969 en Arroyito, provincia de Córdoba. Vivió allí hasta que su familia se mudó, radicándose primero en San Esteban y luego en Sacanta, donde se radicó. El 13 de agosto de 1987 sufrió un accidente de caza al caérsele su escopeta y recibir un disparo en la cara que lo dejó ciego.
Una vez dado de alta, se trasladó a Córdoba capital para realizar su rehabilitación en el colegio Julián Vaquero. Al año siguiente un profesor del colegio le sugirió dedicarse al deporte:

Para mí, que trabajé toda la vida, el deporte era sinónimo de ocio.
Jorge Godoy

Godoy le comentó a su profesor de educación física, que él tenía la imagen en su mente de la técnica de lanzamiento de disco, que una vez había visto realizar a un chico en su escuela. Repitiendo ese recuerdo comenzó a dedicarse a esa disciplina y dos años después se consagró campeón nacional.

## Carrera deportiva

### Juegos Paralímpicos de Atlanta 1996
En los Juegos Paralímpicos de Atlanta 1996 Jorge Godoy compitió solamente en la prueba de lanzamiento de disco finalizando en 6.ª posición, con una marca de 30.70 metros.

### Juegos Paralímpicos de Sídney 2000

#### Plata en lanzamiento de disco
En Sídney 2003 Godoy volvió a competir exclusivamente en lanzamianto de disco, ganando la medalla de plata.
| Atletismo Varones Lanzamiento de disco F11 Participantes: 14 | Atletismo Varones Lanzamiento de disco F11 Participantes: 14 | Atletismo Varones Lanzamiento de disco F11 Participantes: 14 | Atletismo Varones Lanzamiento de disco F11 Participantes: 14 | Atletismo Varones Lanzamiento de disco F11 Participantes: 14 |
|                                                              | Atleta                                                       | País                                                         | Distancia                                                    |                                                              |
| ------------------------------------------------------------ | ------------------------------------------------------------ | ------------------------------------------------------------ | ------------------------------------------------------------ | ------------------------------------------------------------ |
| 1                                                            | Alfonso Fidalgo                                              | España                                                       | RP 42.19                                                     |                                                              |
| 2                                                            | Jorge Godoy                                                  | Argentina                                                    | 39.50                                                        |                                                              |
| 3                                                            | Willibald Monschein                                          | Austria                                                      | 39.36                                                        |                                                              |
| Fuente: IPC.                                                 |                                                              |                                                              |                                                              |                                                              |

### Oro en el Mundial de Ciegos Quebec 2003
Jorge Godoy compitió en el Campeonato Mundial de Ciegos Quebec 2003 obteniendo la medalla de oro en lanzamiento de disco.
| Atletismo Varones Lanzamiento de disco F11 | Atletismo Varones Lanzamiento de disco F11 | Atletismo Varones Lanzamiento de disco F11 | Atletismo Varones Lanzamiento de disco F11 | Atletismo Varones Lanzamiento de disco F11 |
|                                            | Atleta                                     | País                                       | Distancia                                  |                                            |
| ------------------------------------------ | ------------------------------------------ | ------------------------------------------ | ------------------------------------------ | ------------------------------------------ |
| 1                                          | Jorge Godoy                                | Argentina                                  | 38.61                                      |                                            |
| 2                                          | Bil Marinkovic                             | Austria                                    | 35.30                                      |                                            |
| 3                                          | Peixin Dai                                 | China                                      | 31.22                                      |                                            |
| Fuente: Clarín.                            |                                            |                                            |                                            |                                            |

### Bronce en el Mundial de Atletismo 2006
En el Campeonato Mundial de Atletismo de Assen, Países Bajos, Godoy obtuvo medalla de bronce, con una marca de 37,28 m .

### Oro y bronce en los Parapanamericanos 2007
En los Juegos Parapanamericanos de 2007 Godoy obtuvo medalla de oro en lanzamiento de disco y medalla de bronce en lanzamiento de bala. En ambos casos el podio fue argentino.
| Atletismo Varones Lanzamiento de disco F11-13 | Atletismo Varones Lanzamiento de disco F11-13 | Atletismo Varones Lanzamiento de disco F11-13 | Atletismo Varones Lanzamiento de disco F11-13 | Atletismo Varones Lanzamiento de disco F11-13 |
|                                               | Atleta                                        | País                                          | Distancia                                     |                                               |
| --------------------------------------------- | --------------------------------------------- | --------------------------------------------- | --------------------------------------------- | --------------------------------------------- |
| 1                                             | Jorge Godoy                                   | Argentina                                     | 38.02                                         |                                               |
| 2                                             | Sebastián Baldasarri                          | Argentina                                     | 35.91                                         |                                               |
| 3                                             | Sergio Paz                                    | Argentina                                     | 27.78                                         |                                               |
| Fuente: Olé.                                  |                                               |                                               |                                               |                                               |

| Atletismo Varones Lanzamiento de bala F11-13 | Atletismo Varones Lanzamiento de bala F11-13 | Atletismo Varones Lanzamiento de bala F11-13 | Atletismo Varones Lanzamiento de bala F11-13 | Atletismo Varones Lanzamiento de bala F11-13 |
|                                              | Atleta                                       | País                                         | Distancia                                    |                                              |
| -------------------------------------------- | -------------------------------------------- | -------------------------------------------- | -------------------------------------------- | -------------------------------------------- |
| 1                                            | Sebastián Baldasarri                         | Argentina                                    | 11.97                                        |                                              |
| 2                                            | Sergio Paz                                   | Argentina                                    | 10.09                                        |                                              |
| 2                                            | Jorge Godoy                                  | Argentina                                    | 9.79                                         |                                              |
| Fuente: MDZOL.                               |                                              |                                              |                                              |                                              |